# Quintilien d'Auxerre
Quintilien († 728), Cilien, Chillien ou Quillien, fut le 26e évêque d'Auxerre de 716 à sa mort,, sous les règnes de Chilpéric II (roi des Francs) et Thierry IV.

## Biographie
À l'épiscopat d'Auxerre, Quintilien succède à Savaric assoiffé de conquêtes. On ne sait pas grand-chose de lui ; la vie de son père, également appelé Quintilien, est mieux documentée.
Le livre des Gestes des évêques d'Auxerre raconte que le père de Quintilien 26e évêque d'Auxerre, un riche seigneur noble, avait fait construire au VIIe siècle un monastère à Melered (ancien nom de Moutiers-en-Puisaye), ainsi qu'un hospice pour les Anglais « allant à Rome ». Seulement la Puisaye n'était, ni alors ni maintenant, sur le chemin d'aucune des routes pour Rome ; de plus, les chemins de la Puisaye de l'époque étaient caractérisés par leur impraticabilité qui a perduré jusqu'au XIXe siècle. À 4 km d'Auxerre le chemin de Moutiers quittait celui vers Autun. À cet endroit, entre les vallées de Beaulches et de Vallan, avait été érigée une chapelle dédiée à sainte Walburge, d'origine anglo-saxonne puisqu'elle était la fille de saint Richard le Pèlerin, connu aussi comme Richard de Wessex(en) ; chapelle inscrite sur la carte de Cassini sous le nom de Sainte-Vaubonée.
Ainsi, si la vie du père de Quintilien évêque n'échappe pas à la controverse, du moins l'impression que les historiens de l'époque ont voulu en donner est-elle celle d'un homme respectueux de l’Église et prédisposé aux bonnes œuvres. Selon certains, Quintilien le fils était abbé de Saint-Germain d'Auxerre et qu'il en avait été tiré pour être fait évêque, autant pour sa piété que pour sa noblesse de naissance. 
Son corps fut enterré auprès de ses prédécesseurs dans l'église de saint Germain. L'emplacement exact de sa sépulture est inconnu mais celle-ci faisait probablement partie des sarcophages en pierre trouvés au XVIe siècle dans l'ancienne église.